# Años 1810
Los años 1810 fueron un decenio transcurrido entre el 1 de enero de 1810 y el 31 de diciembre de 1819.

## Acontecimientos
- 1810-1811: Comienza el proceso de la Independencia de Hispanoamérica. A fines de la década anterior comienza el proceso de independencia de las colonias españolas en América, producto de las abdicaciones de Bayona y la Invasión Napoleónica a España, comenzó un proceso independentista en toda Hispanoamérica iniciando gobiernos colegiados llamadas juntas de gobierno, no todas buscaban la independencia del país sino sólo la autonomía, declarándose leales al rey Fernando VII, las primeras iniciadas a fines de los década de 1800 con la Revolución de Chuquisaca en la Real Audiencia de Charcas (actual Bolivia), Quito y La Paz, Luego en esta década vendrían las juntas de gobierno en Caracas, Cartagena de Indias, Buenos Aires, Santiago de Cali, Santa Fe de Bogotá, Santiago de Chile, Asunción y San Salvador. En Nueva España, Miguel Hidalgo inició el proceso de independencia de México, con el denominado grito de Dolores,y ahí fue cuando gritó Hidalgo, Viva Allende entre otros  El 15 de mayo de 1810, Paraguay proclama de forma definitiva su independencia siendo el primero de los países hispanoamericanos en obtenerla.
- 1811: Surge el movimiento Ludita. Durante la década en Reino Unido surge el movimiento ludita, que rechazaba el avance tecnológico de la Revolución Industrial, se caracterizaba por sabotaje las máquinas industriales, sobre todo por artesanos textiles que se vieron perjudicados por la industria, provocaron incidentes entre 1811 y 1817.
- 1811:José María Morelos En Nueva España toma el poder de los insurgentes a la muerte de Miguel Hidalgo.
- 1812-1815: Guerra anglo-estadounidense.
- 1814: España consigue la Independencia de Francia.
- 1814: Batalla de Rancagua y comienzo de Reconquista española de Chile.
- 1814-1815: Finaliza el Imperio Napoleónico.
- 1814-1815: Congreso de Viena, inicio de la Restauración Europea.
- 1815: Sitio de Cartagena y comienzo de Reconquista de Nueva Granada.

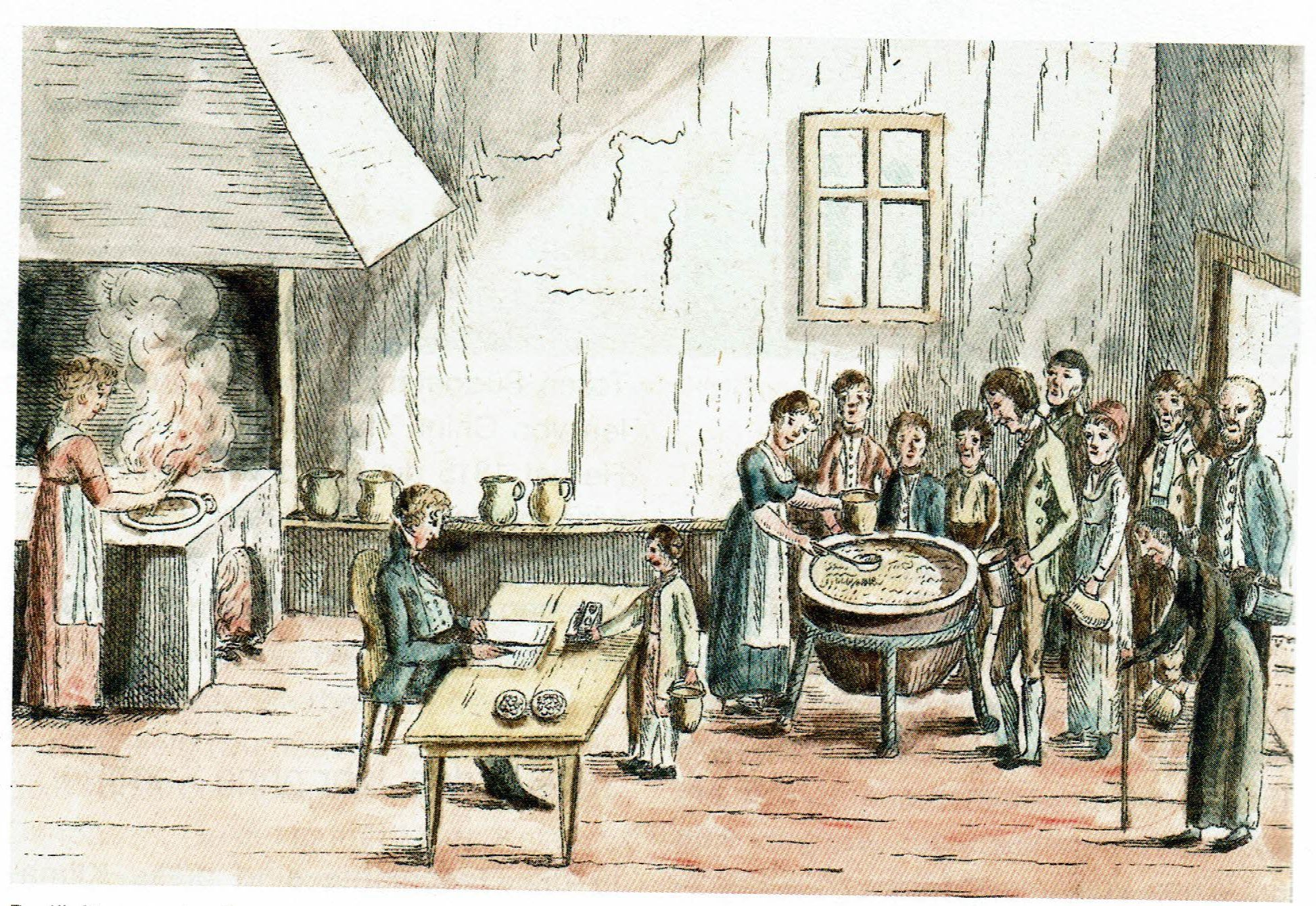
Distribución de alimento en el hospital de Ravensburg

- 1815-1816: El año sin verano. Una serie de erupciones volcánica coronadas por la erupción del Monte Tambora (en la actual Indonesia) el 10 de abril de 1815, una de las mayores erupciones en 1300 años, provocó un fenómeno de invierno volcánico que provocó un descenso de las temperaturas mundial entre 0.4–0.7 °C (0.7–1.3 °F), lo cual afectó gravemente las cosechas en el hemisferio norte, provocando una gran escasez de alimento, se triplicaron las lluvias, nevó en lugares como México y Guatemala, en pleno verano boreal de 1816 hubo lagos y ríos congelados en lugares en latitudes tan al sur como Pensilvania. La escasez de alimentos provocó graves disturbios en Gran Bretaña, Francia y Suiza. En China la baja producción de arroz provocó una grave hambruna.

- 1816: El Congreso de Tucumán proclama la independencia de las Provincias Unidas del Río de la Plata.

- 1817: Nace el poeta y dramaturgo vallisoletano José Zorrilla
- 1817-1818: Cruce de los Andes y la campaña del ejército libertador en Chile. Luego de la derrota de las fuerzas patriotas en la batalla de Rancagua, Tropas de ejército de Chile se exiliaron en Mendoza, donde junto a tropas de las Provincias Unidas del Río de la Plata, formaron el Ejército Libertador de los Andes, bajo la mando del General José de San Martín, el 6 de enero de 1817, comenzó el cruce de los Andes el cual finalizó con la Batalla de Chacabuco, el 12 de febrero de 1817, cuya victoria significó la recuperación del gobierno de Chile, comenzando el periodo conocido como la Patria Nueva, que quedó al mando del general Bernardo O'Higgins, el 12 de febrero de 1818, se proclamó la independencia de Chile y el 5 de abril se libraría la batalla de Maipú, dicha batalla de Maipú, la cual consolidaría la independencia de Chile.

- 1819: Campaña libertadora de Nueva Granada y fundación de la Gran Colombia.

## Acontecimientos históricos

### Independencia de los países de América
- 1810: se inicia la guerra por la independencia de México iniciada por Miguel Hidalgo y Costilla el 16 de septiembre.
  - 25 de mayo, se constituye el primer gobierno formado por americanos en Buenos Aires, en el Virreinato del Río de la Plata.
  - 20 de julio, Colombia declara su independencia de España con el grito de independencia.
  - 16 de septiembre. Inicio de independencia de México.
  - 18 de septiembre, en Chile se constituye la Primera Junta Nacional de gobierno.

- 1811:
  - El 15 de mayo Paraguay se independiza de España, primer país independiente de América del Sur.
  - El 4 de julio en Chile se constituye el Primer Congreso Nacional.
  - El 5 de julio Venezuela declara su independencia de España (reconocida en 1821).
- 1813 - El 6 de noviembre en el Congreso de Chilpancingo, el sacerdote José María Morelos declara formalmente la independencia de México del dominio español.
- 1814 - 1 y 2 de octubre Derrota del ejército patriota en Rancagua, comienza la Reconquista española de Chile.
- 1816 - El 9 de julio Argentina se independiza de España.
- 1816 - Nace el militar peruano Juan Buendía y Noriega en Lima, Perú.
- 1818 - El 12 de febrero Chile declara su independencia. Esta se consolida el 5 de abril del mismo año con la victoria en la Batalla de Maipú.
- 1819 - Fin de la guerra de independencia en Colombia.

### 1810
- 22 de enero: Jerónimo Merino cuya guerrilla actuaba sobre las comunicaciones Burgos - Valladolid sorprende a una división francesa en las inmediaciones de la villa de Dueñas, cayendo en la emboscada 1500 hombres.
- 5 de febrero: tras apoderarse de Jaén, Córdoba, Sevilla y Granada, las tropas napoleónicas entran en Málaga al mando del general Sebastiani.
- 17 de febrero: Napoleón Bonaparte decreta que Roma es la segunda capital del Imperio.
- 20 de febrero: es ejecutado Andreas Hofer, patriota tirolés y líder de la rebelión contra las tropas de Napoleón.
- 2 de abril: Napoleón contrae matrimonio con María Luisa, hija del emperador de Austria Francisco I.
- 19 de abril: Venezuela toma las primeras iniciativas que la conducirán a independizarse de España.
- 27 de abril: en Viena (Austria) el compositor alemán Ludwig van Beethoven para piano Para Elisa.
- 25 de mayo: Tiene lugar en Buenos Aires (actual Argentina) la Revolución de Mayo, que expulsa al virrey Baltasar Hidalgo de Cisneros y nombra en su lugar a la Primera Junta (inicio de la independencia, que se concretará en el 9 de julio de 1816).
- 9 de julio: las fuerzas revolucionarias de Buenos Aires parten hacia Córdoba y el Alto Perú al mando del coronel Francisco Ortiz de Ocampo.
- 10 de julio: Durante la Guerra de la Independencia Española fue incendiada la villa de Almazán por las tropas francesas al mando del general Régis Barthélemy Mouton-Duvernet, con motivo de la tenaz resistencia, que dentro de sus muros, hizo el guerrillero Jerónimo Merino, con 1600 hombres.
- 20 de julio: sucesos en Santa Fe, capital del Nuevo Reino de Granada, iniciados por el incidente del Florero de Llorente, inicia el proceso que culmina con la independencia de la Nueva Granada, hoy Colombia.
- 31 de julio: La junta contrarrevolucionaria del Virreinato del Río de la Plata (pro-española) abandona la ciudad de Córdoba.
- 2 de agosto: Los líderes de la Junta Autónoma creada en 1809 y 200 ciudadanos más, fueron asesinados en el cuartel real y en las calles aledañas de la ciudad de Quito por los ejércitos realistas, enviados desde los virreinatos de Lima y Nueva Granada, debido a un fracasado intento de la ciudadanía por liberarlos.
- 6 de agosto: La ciudad de Mompox declara su independencia absoluta de España, es la primera población de Colombia que da este paso.
- 7 de agosto: El coronel Francisco Ortiz de Ocampo al mando de las fuerzas revolucionarias se apodera de la ciudad de Córdoba, abandonada una semana antes por las tropas leales a España.
- 18 de agosto: El coronel Antonio González Balcarce reemplaza al coronel Francisco Ortiz de Ocampo al mando de las fuerzas revolucionarias en la primera Campaña al Alto Perú.
- 26 de agosto: en el Monte de los Papagayos, cercano a la posta de Cabeza de Tigre, en el sudeste de la provincia de Córdoba (Argentina), el patriota francés Santiago de Liniers es fusilado por los revolucionarios de Buenos Aires.
- 16 de septiembre: en México, Miguel Hidalgo y Costilla convoca a los feligreses para que se levanten en armas contra el régimen español en un acto conocido como el Grito de Dolores.
- 18 de septiembre: en Chile se realiza la Primera Junta Nacional de Gobierno, en un cabildo abierto. Con esto se inicia el primer período de la independencia chilena, llamado Patria Vieja.
- 24 de septiembre: Grito Libertario de Santa Cruz de la Sierra, encabezado por Lemoine y Seoane, estudiantes de la universidad de San Xavier.
- 24 de septiembre: tiene lugar uno de los acontecimientos más relevantes de la historia de San Fernando (Cádiz), cuando se constituyen por primera vez las Cortes Generales y Extraordinarias de España en plena invasión del ejército napoleónico.
- 6 de octubre: Revolución contra el dominio español en Oruro encabezado por el Dr.Tomas Barron ocurrido en la plaza de armas.
- 27 de octubre: en el Combate de Cotagaita (en el Alto Perú), los españoles derrotan a las fuerzas revolucionarias.
- 30 de octubre: en la Batalla del Monte de las Cruces, en México se enfrentan las fuerzas insurgentes contra las españolas, triunfando las primeras.
- 7 de noviembre: en la batalla de Suipacha, las fuerzas revolucionarias obtienen su primera victoria en la primera Campaña al Alto Perú.
- 10 de noviembre: decreto de las Cortes de Cádiz por el que se concede por primera vez la libertad de imprenta.
- 19 de diciembre: en la batalla de Campichuelo (Paraguay), las fuerzas revolucionarias —al mando del abogado Manuel Belgrano— derrotan a los españoles.

### 1811
- Juicio y sentimiento de Jane Austen.

- Los días 14 de mayo y 15 de mayo se declara la Independencia del Paraguay.

- 18 de mayo: José Gervasio Artigas vence en la Batalla de Las Piedras - Departamento de Canelones, Uruguay.

- 4 de julio: Se inaugura el Primer Congreso Nacional de Chile.

### 1812
- Constitución de Cádiz.
- Batalla de Arapiles:
- Campaña de Rusia: Derrota del Imperio Napoleónico.
- El 26 de agosto los franceses abandonan Ronda tras volar parte de la bella ciudad.

### 1813
- 16 - 19 de octubre, Batalla de Leipzig.
- Tratado de Valençay.

### 1814
- Francisco de Goya pinta su cuadro El 3 de mayo de 1808 en Madrid.
- 11 de abril, Firma del tratado de Fontainebleau, Napoleón es exiliado en la Isla de Elba.
- 7 de agosto, Pío VII restaura la Compañía de Jesús mediante la bula Sollicitudo omnium Ecclesiarum.
- 1 y 2 de octubre derrota patriota en la Batalla de Rancagua, finaliza el periodo conocido como Patria Vieja y comienza la Reconquista española de Chile.

### 1815
- Napoleón Bonaparte huye de la Isla de Elba y retoma el poder comandando el gobierno de los Cien Días.
- 5 de abril, Erupción del Volcán Tambora, dejando más de 71000 víctimas y provocaría el fenómeno del Año sin verano.
- 9 de junio, Finaliza el Congreso de Viena, inicia la restauración del antiguo régimen en Europa.
- 18 de junio, Napoleón Bonaparte es definitivamente derrotado en la batalla de Waterloo.
- 15 de julio, Napoleón Bonaparte es encarcelado y exiliado a la Isla Santa Elena.

### 1816
- 9 de julio Congreso de Tucumán declara la Independencia de la República Argentina.

### 1817
- 19 de enero - 8 de febrero, se produce el Cruce de los Andes.
- 12 de febrero, se libra la Batalla de Chacabuco, victoria del ejército de los Andes, finaliza la Reconquista española de Chile, comienza Patria Nueva.
- 6 de marzo - 19 de mayo, Revolución pernambucana.
- 11 de abril, se produce la Batalla de San Félix.

### 1818
- 12 de febrero se declara la Independencia de Chile.
- 5 de abril se libra la Batalla de Maipú que enfrenta a los patriotas y los realistas, con esta victoria de los primeros consolida la independencia de Chile.

### 1819
- Simón Bolívar derrota a las tropas Españolas en Boyacá el 7 de agosto.
- España reconoce el dominio yanqui de Florida.
- Fundación del Museo del Prado.
- René Théophile Hyacinthe Laennec: invención del estetoscopio (Francia).

## Personas destacadas
- Fernando de Abascal y Sousa
- Alejandro I de Rusia
- José Gervasio Artigas
- Mijaíl Barclay de Tolly
- Piotr Bagratión
- Eugène de Beauharnais
- Ludwig van Beethoven
- Manuel Belgrano
- Gebhard Leberecht von Blücher
- Simón Bolívar
- José I Bonaparte
- Napoleón Bonaparte
- Antonio Canova
- José Miguel Carrera
- José de San Martín
- José Zorrilla
- Joseph Fouché
- Gil de Castro
- Thomas Cochrane
- Jacques-Louis David
- Federico Guillermo III de Prusia
- Fernando VII de España
- Francisco I de Austria
- Caspar David Friedrich
- Théodore Géricault
- Francisco de Goya
- Martín Miguel de Güemes
- Camilo Henríquez
- Miguel Hidalgo y Costilla
- Dominique Ingres
- Mijaíl Kutúzov
- Luis XVIII
- James Madison
- María Luisa de Austria
- Francisco de Miranda
- James Monroe
- Joaquín Murat
- Michel Ney
- Bernardo O'Higgins
- Pío VII
- Manuel Rodríguez Erdoíza
- Gioachino Rossini
- Manuel de Salas
- Franz Schubert
- Antonio José de Sucre
- Charles Maurice de Talleyrand
- Mateo de Toro y Zambrano
- Arthur Wellesley de Wellington
- Fernando VII
- Cornelio Saavedra
- Frédéric Chopin

## Nuevos Estados
- Paraguay
- Provincias Unidas en Sud América
- Chile
- Gran Colombia

## Conflictos armados
- Guerras Napoleónicas
  - Invasión napoleónica de Rusia
  - Guerra de la Sexta Coalición
  - Guerra de la Séptima Coalición
  - Guerra de independencia española
- Guerras de independencia hispanoamericanas
- Guerra anglo-estadounidense de 1812
- Guerra ruso-turca (1806-1812)
- Guerra negra

## Arte

### Artes visuales

#### Grabado
- Los desastres de la guerra (1810 - 1815) Francisco de Goya.
- Los disparates (1815 -1823) Francisco de Goya.
- Los prisioneros (1810 - 1815) Francisco de Goya.
- La tauromaquia (1816) Francisco de Goya.

#### Escultura
- Las tres Gracias, (1814 primera versión, 1817 segunda versión), Antonio Canova.
- Hércules y Licas, (1795 - 1815), Antonio Canova.

#### Pintura
- Retrato de Napoleón en su gabinete de trabajo, (1812) Jacques-Louis David.
- La gran odalisca, (1814) Dominique Ingres.
- El dos de mayo de 1808, (1814) Francisco de Goya.
- El tres de mayo de 1808, (1814) Francisco de Goya.
- El caminante sobre el mar de nubes, (1818) Caspar David Friedrich.
- Acantilados blancos en Rügen, (1818) Caspar David Friedrich.
- La balsa de la Medusa, (1819) Théodore Géricault.
- Casa de locos, (1819) Francisco de Goya.
- Procesión de disciplinantes, (1819) Francisco de Goya.

### Música
- Ludwig van Beethoven terminó la séptima sinfonía y la octava sinfonía (1812).

### Obras literarias

#### Novelas
- Juicio y sentimiento, (1811) Jane Austen.
- Orgullo y prejuicio, (1813) Jane Austen.
- Frankenstein o el moderno Prometeo, (1818) Mary Shelley.
- Ivanhoe, (1819) Walter Scott.

#### Cuentos
- Cuentos de la infancia y del hogar, (1812 primer volumen, 1815 segundo volumen) Hermanos Grimm.

### Ópera
- El barbero de Sevilla, Gioachino Rossini (música) y Cesare Sterbini (libreto).
- Otelo, Gioachino Rossini (música) y Francesco Berio (libreto).

## Ciencia y tecnología
- 1810, Teoría de los colores de Johann Wolfgang von Goethe.
- 1814, George Stephenson prueba su locomotora Blucher satisfactoríamente.
- 1814 - 1816, Joseph Nicéphore Niépce comienza con sus primeros experimentos fotográficos.
- 1815 - 1818, Juan Ignacio Molina, plantea una teoría evolutiva en sus obras: Analogías menos observadas de los tres reinos de la Naturaleza (1815) y Sobre la propagación del género humano en las diversas partes de la tierra (1818).
- 1817, Rome, Nueva York, se inicia la construcción del canal de Erie.
- 1817, Karl Drais diseña la draisiana, precursor de la bicicleta.